# 松堂駅
松堂駅（ソンダンえき、朝鮮語: 송당역）は、朝鮮民主主義人民共和国咸鏡南道栄光郡にある駅で、長津線に属する。 

## 隣の駅
長津線
東陽駅 - 松堂駅 - 上通駅